# Златю Тепциев
Златю Цонев Тепциев е български офицер, генерал-майор.

## Биография
Завършва Военното училище в София през 1915 г. От 1941 г. е началник на артилерийския отдел на трета българска армия. На 14 септември 1944 г. с министерска заповед № 125 е назначен за началник на артилерийския отдел на първа българска армия. Убит от снаряд на 9 октомври 1944 г. в околностите на Крива Паланка. Посмъртно е повишен в чин генерал-майор за бойните си заслуги..

## Военни звания
- Подпоручик (25 август 1915)
- Поручик (30 май 1917)
- Капитан (1 май 1920)
- Майор (15 май 1930)
- Подполковник (26 август 1934)
- Полковник (3 октомври 1938)
- Генерал-майор (25 декември 1944)